# Mademoiselle le directeur
Pour plus de détails, voir Fiche technique et Distribution.
Mademoiselle le directeur (Δεσποινίς Διευθυντής (Despinis diefthyntis)) est un film grec réalisé par Dínos Dimópoulos et sorti en 1964.

## Synopsis
Lila Vasileiou (Jenny Karézi) vient de terminer ses études et d'obtenir son diplôme d'ingénieur. Elle trouve du travail à un poste de direction dans un cabinet d'architecture en remplacement du précédent directeur. Son assistant, Alekos Samiotakis (Alékos Alexandrákis), est un grand séducteur. Les secrétaires du cabinet l'adorent, et il reçoit de nombreux coups de téléphone au bureau de la part de différentes connaissances féminines, dont une dénommée Vicky avec qui sa relation semble être plus sérieuse que les autres. Lila, autoritaire et peu féminine, lui demande fermement d'afficher plus de professionnalisme dans son travail.
Dans un café, Lila retrouve sa cousine Athina qui lui conseille d'être plus féminine et sympathique avec ses collègues masculins. Lila lui avoue en effet qu'elle regrette l'image qu'elle a renvoyée auprès d'Alekos, qui ne veut désormais plus commettre le moindre impair en sa présence, ne serait-ce que fumer une cigarette. Au bureau, le président du groupe de l'entreprise, l'amiral Gelevourdezos, fait des avances à Lila sans résultat, alors que celle-ci semble désormais attirée par Alekos.
Avec Athina, Lila apprend toutes les attitudes pour devenir féminine et provocante, comme les autres jeunes filles qui plaisent à Alekos. Elle voit notamment en Vicky sa grande rivale, et croit par surinterprétation qu'Alekos cherche à voir Vicky par tous les moyens, ce qui n'est pas le cas : Alekos avoue à un ami qu'il recherche une femme au caractère stable, comme Lila. Alekos et Lila ne connaissent pas la réciprocité de leurs sentiments.
L'amiral Gelevourdezos vient demander la main de Lila à son père, mais celui-ci la lui refuse après une discussion avec sa fille. Lila appelle Alekos pour lui proposer de venir passer la soirée avec elle sur les conseils d'Athina. Elle parle au téléphone avec la voix provocante qu'Athina lui a apprise, ce qui suscite l'incompréhension comique d'Alekos qui raccroche une première fois en pensant qu'il s'agit de Vicky. Alekos se rend chez Lila mais la soirée tourne au drame : les deux jeunes gens se disputent à cause d'une incompréhension. Athina sauve la situation en disant à sa cousine de rappeler Alekos après lui avoir expliqué sa mésentente.
Lila et Alekos se retrouvent à une autre soirée musicale peu après, mais Vicky est aussi présente. Lila pense de nouveau qu'Alekos est uniquement là pour sa rivale et se met à boire plus que de raison. Ivre, elle danse sans contrôler ses paroles. Pour sauver de nouveau la situation, Athina explique clairement à Alekos que Lila l'aime et voulait le séduire. Alekos emmène Lila en dehors de la foule pour lui avouer ses sentiments, mais l'état d'ébriété de Lila ne fait qu'aggraver les choses. La soirée se termine mal : Lila est raccompagnée ivre chez son père, et Alekos est emmené par la police après s'être battu avec un rival dans la conquête du cœur de Lila.
Le lendemain au bureau, Lila et Alekos ne veulent plus se voir. Mais après une discussion pour s'expliquer les événements de la veille, les deux amoureux s'embrassent avec tendresse. Athina, quant à elle, souhaite se marier avec l'amiral Gelevourdezos.

## Fiche technique
- Titre : Mademoiselle le directeur
- Titre original : Δεσποινίς Διευθυντής (Despinis diefthyntis)
- Réalisation : Dínos Dimópoulos
- Assistant réalisateur : Pantelís Voúlgaris
- Scénario : Assimakis Gialamas (el) et Kostas Pretenteris
- Direction artistique : Markos Zervas
- Décors :
- Costumes :
- Photographie : Nikos Kavoukidis
- Son : Thanassis Georgiadis
- Montage : Petros Likas
- Musique : Mimis Plessas
- Production :  Finos Film
- Pays d'origine :  Grèce
- Langue : grec
- Format :  Noir et blanc
- Genre : Comédie romantique
- Durée : 96 minutes
- Dates de sortie : 1964

## Distribution
- Jenny Karézi
- Alekos Alexandrakis
- Dionysis Papagiannopoulos (en)
- Lily Papagianni (el)
- Kóstas Karrás